# Abaria triquetra
Abaria triquetra är en nattsländeart som beskrevs av Wolfram Mey 1998. Abaria triquetra ingår i släktet Abaria och familjen Xiphocentronidae. Inga underarter finns listade i Catalogue of Life.